# مدیریت
مدیریت به فراگرد به‌کارگیری کارامد و اثربخش منابع مادی و انسانی زیر نظام ارزشی پذیرفته شده آن جامعه با عنایت به اصولی چون برنامه‌ریزی، سازماندهی، بسیج منابع و امکانات، هدایت و کنترل و نظارت بر اساس هدف‌های از پیش تعیین شده گفته می‌شود.

## تعاریف
تاکنون، تعاریف متعددی برای مدیریت ارائه شده‌است. برخی از مهم‌ترین تعاریفی که ارائه شده، به قرار زیر است:
- هنر انجام کار به وسیله دیگران یا تفویض کار
- فرایندی که طی آن تصمیم‌گیری در سازمان‌ها صورت می‌پذیرد.
- انجام وظایف برنامه‌ریزی، سازماندهی، رهبری، هماهنگی و کنترل
- علم و هنر هماهنگی کوشش‌ها و مساعی اعضای سازمان و استفاده از منابع برای نیل به اهداف سازمانی
- بازی کردن نقش رهبر، منبع اطلاعاتی، تصمیم‌گیرنده و رابط برای اعضای سازمان[۱]
- مجموعه‌ای از عملیات آگاهانه و مستمر برای موفقیت یک سازمان می‌باشد.
- مدیریت عبارتست از عملی که به‌صورت آگاهانه و مستمر انجام می‌شود و به سازمان شکل می‌دهد.

تعریف ذیل، مفاهیم کلیدی مدیریت را دربردارد: 
- مدیریت، یک فرایند است.
- مفهوم نهفته در مدیریت، هدایت تشکیلات انسانی است.
- مدیریت مؤثر، گرفتن تصمیمات مناسب و دست‌یابی به نتایج مطلوب.
- مدیریت کارا به تخصیص و مصرف مدبرانه می‌گویند.
- مدیریت بر فعالیت‌های هدفدار تمرکز دارد.[۲]

مدیریت از دید کارکردی، شامل وظایفی همچون  برنامه‌ریزی، تصمیم‌گیری، سازماندهی، نوآوری، هماهنگی، ارتباطات، رهبری، انگیزش و کنترل می‌گردد. این نوع تعاریف از مدیریت اگر چه با کمی و کاستی یا فزونی‌هایی در واژه‌های بیان‌کنندهٔ وظایف روبروست، اما به نظر روان‌تر از تعاریفی است که می‌کوشند مدیریت را محصور به یک ویژگی خاص نمایند یا ارزش فلسفی خاصی به مفهوم بیفزایند. بااین‌حال، تعاریف متعدد از مدیریت با توجه به کارکردهای آن از سوی محققانی چون فایول یا گیولیک دارای تفاوت‌هایی است که به‌سادگی نمی‌توان از آن‌ها گذر کرد. آنچه واضح است علم مدیریت هنوز نتوانسته‌است تعریف خود را مدیریت کند.
به نوعی مدیریت به معنای برنامه‌ریزی، سازماندهی، هدایت، کنترل و انجام عملیات مختلف در یک سازمان، شرکت یا واحد تجاری است. این عملیات شامل مدیریت منابع انسانی، مالی، فنی، و عملیاتی است که هدف نهایی آن بهبود عملکرد و ارتقاء عملیات درونی سازمان و نیز رسیدن به اهداف و استراتژی‌های تعیین شده می‌باشد. مدیریت به عنوان یک فرآیند گسترده، شامل برنامه‌ریزی استراتژیک، تصمیم‌گیری، اجرا، ارزیابی عملکرد، و تصحیح نقص‌ها و بهبودهای مورد نیاز می‌شود. همچنین، مدیریت به معنای بهره‌وری، کارآیی و اثربخشی در استفاده از منابع مختلف برای دستیابی به اهداف است و نیازمند مهارت‌های متعددی از جمله مهارت‌های میان‌افرادی، مدیریت زمان، تصمیم‌گیری، ارتباطات، و حل مسائل است. 
۱۰ اصل مهم در مدیریت
1. تقسیم کار مناسب، به منظور یک مسئولیت ویژه برای هریک از کارمندان.
2. اطلاع‌رسانی دقیق درمورد قوانین و مقررات موجود در سازمان به کارمندان.
3. تیم پروژه فقط و فقط از یک نفر دستورالعمل گرفته و آن را اجرایی کند و هر گروه به‌صورت جداگانه یک رئیس داشته باشد.
4. اطمینان کامل از پیشروی درست اعضای سازمان در یک راستا و برای یک هدف.
5. اطمینان از وجود منافع مشترک برای سازمان در بین کارکنان هر گروه.
6. اطمینان از وجود پاداش مناسب برای اعضای سازمان.
7. آگاهی از تصمیم‌گیری‌های مدیران گروه‌های زیر مجموعه شرکت.
8. ایجاد امنیت شغلی برای کارکنان.
9. تشویق کارکنان به داشتن خلاقیت و انگیزه در کار.
10. تقویت روحیهٔ تیم پروژه و تلاش برای هماهنگی و انسجام گروه[۴][۵]

## وظایف مدیریت
هنری فایول، صنعتگر فرانسوی، چنین اظهار داشت که همه مدیران، پنج وظیفه یا کار، انجام می‌دهند: برنامه‌ریزی، سازماندهی، رهبری، هماهنگی و کنترل. امروزه، این کارها را به صورت چهار وظیفه:
- برنامه‌ریزی
- سازماندهی
- رهبری
- کنترل

بیان می‌کنند.
پیتر دراکر، وظیفه مدیران را بازاریابی و نوآوری می‌داند. در عین حال، متون جدیدتر عمده وظایف مدیران را برنامه‌ریزی، سازماندهی، رهبری، استخدام و کنترل می‌دانند. برخی از منابع، استخدام را از فهرست فوق حذف کرده‌اند و برخی نیز هماهنگی را جایگزین آن نموده‌اند.

### برنامه‌ریزی
برنامه‌ریزی یا طرح‌ریزی یعنی اندیشیدن از پیش. متخصصین از زوایای متعدد برای برنامه‌ریزی تعاریف متعددی ارائه کرده‌اند که برخی از آن‌ها از این قرار است:
- تعیین هدف، یافتن و ساختن راه وصول به آن،
- تصمیم‌گیری در مورد اینکه چه کارهایی باید انجام گیرد،
- تجسم و طراحی وضعیت مطلوب در آینده و یافتن و ساختن راه‌ها و وسایلی که رسیدن به آن را فراهم کند،
- طراحی عملیاتی که شی ء یا موضوعی را بر مبنای شیوه‌ای که از پیش تعریف شده، تغییر بدهد.[نیازمند منبع]

در گزینش و تعیین هدف، مدیر باید امکان‌پذیر بودن و قابل قبول بودن آن‌ها را از نظر مدیران و کارکنان، مورد توجه قرار دهد.
برنامه آموزشی بازاریابی باید با ارزیابی نیازهای آموزشی شما آغاز گردد. به‌طور کلی این نیازها در مناطقی که شما در آن عملکرد ضعیفی دارید بیشتر نمایان می‌شوند. به‌طور مثال اگر میزان وفاداری مشتریان به کسب و کار کاهش بیابد یا فروشنده‌ای قادر به فروش در اندازه استاندارد و معمول نباشد. این محدوده‌ها همچنین شامل فرصت‌ها و تغییرات نیز می‌شوند.

### سازماندهی
سازماندهی فرایندی است که طی آن تقسیم کار میان افراد و گروه‌های کاری و هماهنگی میان آنان، به منظور کسب اهداف صورت می‌گیرد.
در رابطه با سازماندهی، مدیر باید هم ساختار سازمان را متناسب با اهداف و منابع سازمان ایجاد نماید(طراحی سازمان) و هم به دنبال فراهم نمودن افراد مناسب برای ساختار تعیین شده (تأمین منابع) باشد. در صورت لزوم، مدیر، مسئولیت، اختیار و قدرت خود را به فرد دیگری تفویض می‌کند.

### انگیزش
رهبری یا هدایت یعنی تلاش مدیر برای ایجاد انگیزه و رغبت در زیردستان جهت دست یافتن به اهداف سازمان.

### ارزیابی
کنترل، تلاش منظمی است در جهت رسیدن به اهداف استاندارد، طراحی سیستم بازخورد اطلاعات، مقایسهٔ اجزای واقعی با استانداردهای از پیش تعیین شده و سرانجام تعیین انحرافات احتمالی و سنجش ارزش آن‌ها بر روند اجرایی که در بر گیرندهٔ حداکثر کارایی است.

## مهارت های مدیران
رابرت کتز، مهارت های لازم برای مدیران را به سه گروه تقسیم کرده است:
- مهارت های فنی
- مهارت های (روابط) انسانی
- مهارت های ادراکی و مفهومی (نظری یا تحلیلی)

## سیر اندیشه‌های مدیریتی

### اندیشه‌های نخستین مدیریتی
تمامی مسائل مدیریتی مطرح از ابتدای تاریخ بشر تا سال ۱۸۸۰ در این قسمت طبقه‌بندی می‌شود. مسائلی نظیر سیستم‌های اداری و مدیریتی سومری‌ها، مصری‌ها، ایرانیان باستان و مواردی نظیر ساخت اهرام ثلاثه مصر و ساخت دیوار چین در این حوزه طبقه‌بندی می‌شود. 

### مکتب کلاسیک

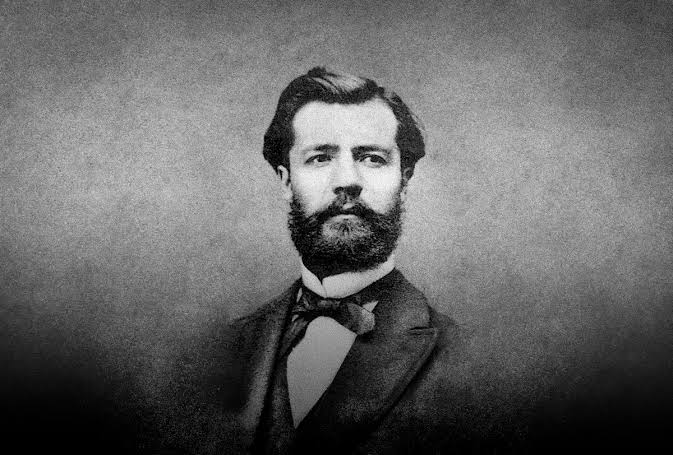
هنری فایول، از پیشگامان مدیریت علمی

این نظریه‌ها از سال ۱۸۸۰ تا ۱۹۲۰ شروع شدند و به ۳ دستهٔ کلی تقسیم می‌شوند:
۱. مدیریت علمی فردریک تیلور
۲. مدیریت اداری هنری فایول
۳. بروکراسی آرمانی ماکس وبر
محوریت بحث نظریه‌های مدیریت کلاسیک دستیابی به حداکثر کارایی در سازمان است. کلاسیک‌ها به سازمان رسمی توجه داشتند و وجود سازمان غیررسمی را مضر می‌دانستند. دیدگاه‌های کلاسیک شامل نگرشی صرفاً مکانیکی به سازمان و افراد بوده‌است. کلاسیک‌ها انسان را همردیف با سایر عناصر تولید می‌دانستند و برایش هویت مستقل قائل نبودند.

### مکتب نئوکلاسیک (روابط انسانی)

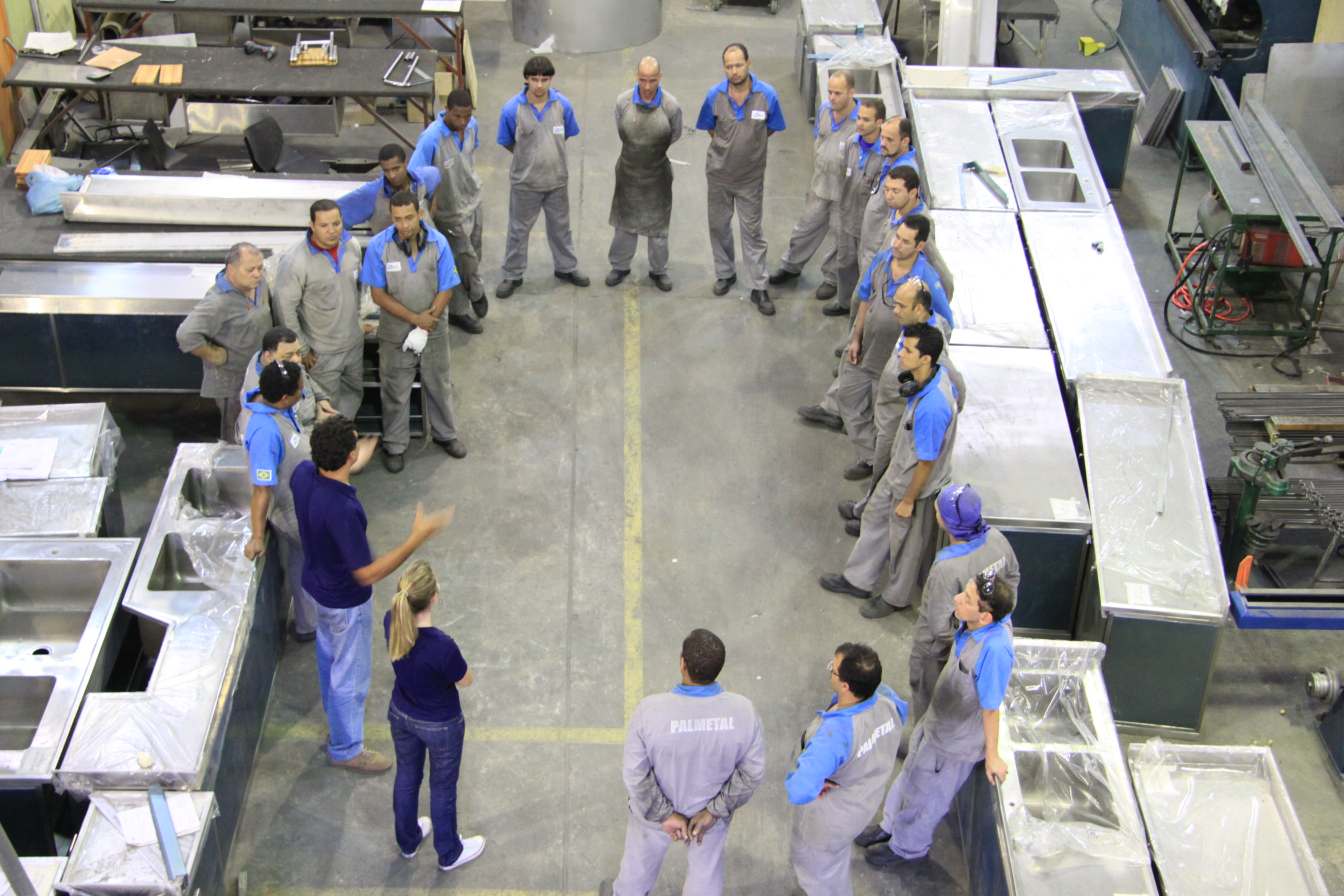
هر مدیری با کارگران کارخانه صحبت می‌کند؛ مذاکره بین اعضای یک سازمان امری بسیار مهم در مدیریت است.

در سال ۱۹۲۰ تا ۱۹۵۰، در حالی که غرب رکود اقتصادی را تجربه می‌کرد، برخی از دانشمندان علوم اجتماعی به رهبری التون مایو مطالعاتی را دربارهٔ چگونگی واکنش کارکنان به میزان تولید در صورت تغییر شرایط کاری، طراحی شغل و محرک‌های مدیری آغاز کردند. بخش اعظم این مطالعات در یکی از واحدهای شرکت وسترن الکتریک در شهر هاثورن صورت گرفت که بعدها به مطالعات هاثورن مشهور شد. نئوکلاسیک‌ها بر جنبه‌های انسانی مدیریت تأکید می‌کردند. طرفداران این روش معتقد بودند که مدیریت باید توجه خود را بر افراد متمرکز کند؛ به بیان دیگر متغیرهای اجتماعی را مؤثرتر از متغیرهای فیزیکی می‌دانستند. عمده فعالیت‌هایی که در این دوره انجام شد، به دو دستهٔ زیر تقسیم می‌شود: 
- مطالعات هاثورن
- نگرش رفتاری که بر این مبنا استوار بود که مدیرانی که روابط انسانی خوبی در محیط کار برقرار می‌کنند، می‌توانند به بهره‌وری دست یابند. به علاوه، جنبش روابط انسانی مرحله‌ای را ایجاد کرد که تکامل یافتهٔ آن امروز به‌عنوان رشتهٔ رفتار سازمانی، یعنی مطالعهٔ افراد و گروه‌ها در سازمان مطرح است.[۱۴]

### مکتب اقتضایی
مکتب اقتضایی (رهیافت اقتضایی)(۱۹۶۰ تاکنون) (به انگلیسی: Contingency Theory): این مکتب با عناوین دیگری چون موقعیت‌گرایی، محیط‌گرایی و شرایط‌گرایی آمده‌است.
این مکتب که بیشتر طرز فکری دربارهٔ سازمان، مدیریت و پدیده‌هاست، به این موضوع اشاره دارد که در شرایط گوناگون و بسته به اقتضائات زمانی، مکانی و موقعیتی است که می‌توان دربارهٔ موضوعی اظهار نظر کرد. به عبارتی، در حالی که اندیشمندان مکاتب کلاسیک و نئوکلاسیک به اصول جهانشمول و همیشگی باور داشتند و راهکارهای ارائه‌شده توسط خودشان را برای همهٔ شرایط مناسب می‌دانستند، در مکتب اقتضائی چیزی به نام بهترین وجود ندارد. بلکه این اقتضائات است که نشان می‌دهد در «آن مورد خاص» چه چیز بهترین است.
برای مثال، در حالی که در بعضی از شرایط مدیریت مکانیکی برای سازمان راهگشا و مفید است، ممکن است با تغییر شرایط به سبک دیگری از مدیریت (مدیریت ارگانیک) احتیاج باشد.
"رویکرد اقتضایی در مدیریت"
رویکرد اقتضایی که گاهی رویکرد وضعیتی نیز نامیده می شود، به پرهیز از اصول گرایی مطلق تاکید دارد. در واقع، ضرورت مدیریت بر مبنای اقتضا از این واقعیت نشئت می گیرد که عملکرد مدیر در هر زمان، باید با توجه به موقعیت و مجموعه شرایط فعالیت وی ارزیابی شود،بنابراین بر اساس رویکرد اقتضایی تلاش می شود تا واکنش های مدیریتی با مسائل و فرصت های منحصر به فرد و وضعیت های گوناگون، هماهنگ شود.

### مکتب نوگرایی
در مطالعات مدیریت امروز بسیاری از نظریه‌ها از ترکیب تئوری‌های کلاسیک‌ها و نئوکلاسیک‌ها شکل گرفته‌است. پیروان جدید جنبش مدیریت علمی بر تصمیم‌گیری‌های علمی، به‌کارگیری رایانه و ابزارهای تصمیم‌گیری تأکید دارند. گروه نظریه‌پردازان امروزی روابط انسانی، از بهبود و بازسازی سازمان صحبت می‌کنند و جای اصول‌گرایان را کسانی گرفته‌اند که معتقدند قبل از آنکه بتوان به اصولی پایبند شد لازم است مدیران زیادی را به‌طور عملی مورد مطالعه قرار داد. نظریات این دوره را می‌توان به دسته‌های زیر تقسیم کرد:
- نگرش کمی مدیریت، که هدفش کاربرد روش علمی برای حل مسائل فنی در سطح وسیع است. مدیریت کمی سه شاخهٔ اصلی دارد: علم مدیریت یا تحقیق در عملیات، مدیریت عملیاتی و سیستم‌های اطلاعاتی مدیریت
- نگرش اقتضایی: اساس این نگرش که به آن نگرش موقعیتی نیز گفته می‌شود بر این استوار است که یک الگوی مدیریت برای همهٔ موقعیت‌ها به‌عنوان بهترین راه وجود ندارد. وظیفهٔ مدیر این است که تعیین کند چه روشی، در چه موقعیت خاصی، تحت چه شرایط ویژه‌ای و در چه زمان به‌خصوصی بهترین زمینه را برای نیل به اهداف مدیریت فراهم می‌کند.[۱۶]
- جنبش جدید روابط انسانی. در طول بیست سال گذشته نظریه‌های دیگری در مدیریت معاصر با نگرش روابط انسانی پدید آمده‌است که از این قبیل نظریه‌ها می‌توان به نظریه زد اشاره کرد.[نیازمند منبع]

### مکتب سیستم‌های اجتماعی
نگرش سیستمی، که تقریباً از دهه ۱۹۵۰ (میلادی) در مدیریت مرسوم شد. طرفداران این نظریه معتقدند نگرش سیستمی بهترین طریق برای وحدت بخشیدن به مفاهیم و نظریه‌های مدیریت و دستیابی به نظریه‌ای جامع است.
مکتب سیستم‌های اجتماعی باعث شد که مطالعهٔ مسائل سازمان‌ها به صورت چند بعدی شود و نیز باعث پیدایش و تکامل تئوری سیستم‌ها شد.

## سطوح مدیریت
مدیریت در سازمان‌های بزرگ معمولاً از سه سطح برخوردار است:
1. مدیریت عملیاتی (سرپرستی)
2. مدیریت میانی
3. مدیریت عالی

### مدیریت عملیاتی
برنامه عملیاتی نوعی برنامهٔ تفصیلی و کوتاه‌مدت است که موجب مراجعه کمتر زیردستان به مدیران جهت کسب تکلیف و همچنین کم کردن مراجعهٔ مدیران به کارکنان جهت نظارت بر عملکرد آنان می‌باشد.
مدیران رده عملیاتی بیشتر وقتشان را با زیردستان، مقداری از آن را با همکاران و اندک زمانی را با مافوق‌ها یا خارج از سازمان می‌گذرانند.

### مدیریت میانی
مدیران میانی به‌طور مستقیم به مدیران رده بالا گزارش می‌دهند. کارشان مدیریت بر سرپرستان است و نقش حلقه واسط را میان مدیریت عالی و مدیران عملیاتی به عهده دارند. بیشتر وقت مدیران میانی به تحلیل داده‌ها، آماده کردن اطلاعات برای تصمیم‌گیری، تبدیل تصمیم‌های مدیریت به پروژه‌های معین برای سرپرستان و جهت دادن به نتایج کار مدیران عملیاتی اختصاص می‌یابد. مدیران میانی برنامه‌ریزی‌های میان مدت نموده و برای اظهارنظر مدیریت عالی، برنامه‌های جامع و بلندمدت آماده می‌نمایند.

### مدیریت عالی

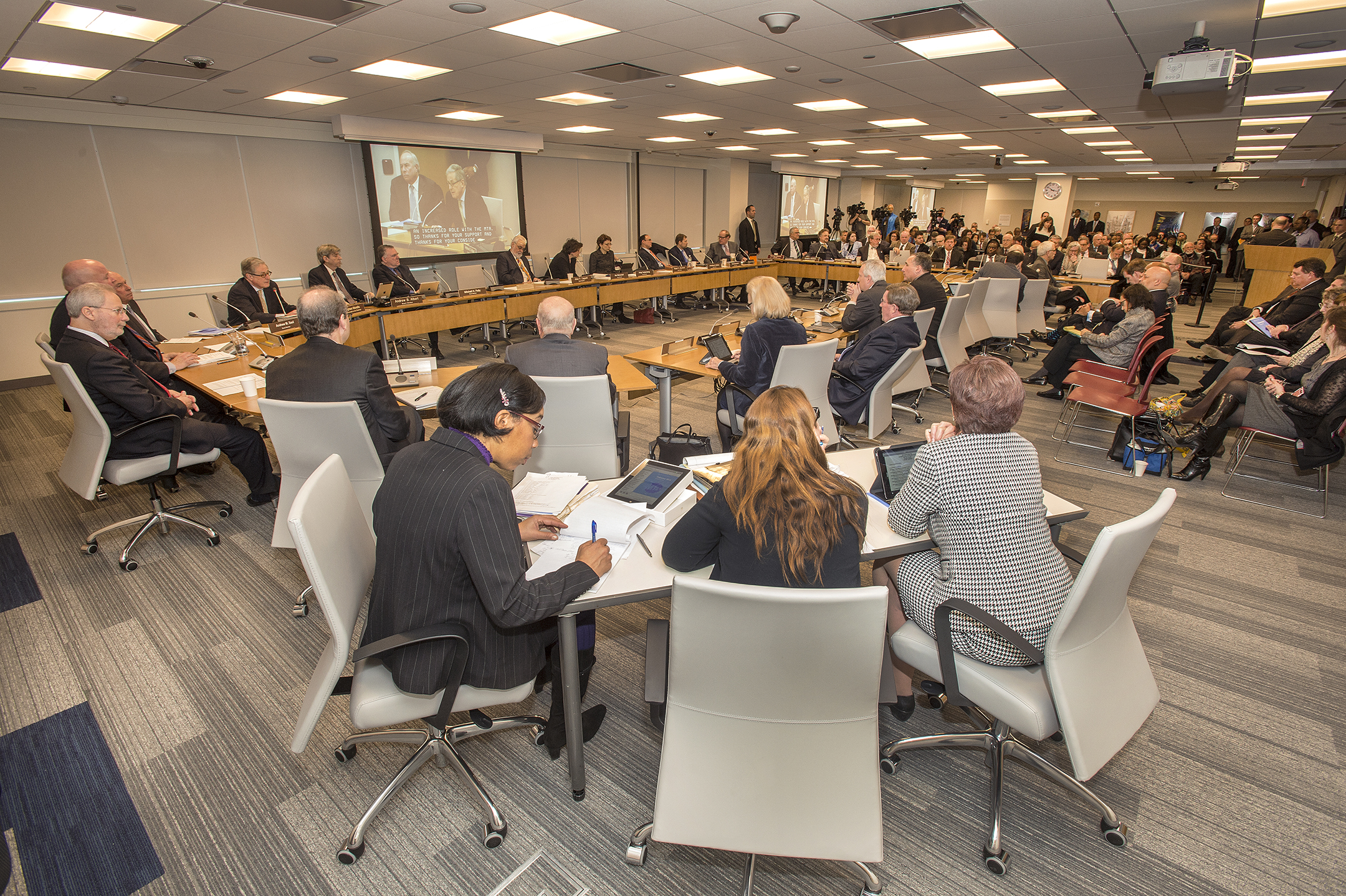
جسله هیئت مدیره با سایر مدیران اجرایی. در شرکت‌های امروزی هیئت مدیره بالاترین رده مدیریتی هستند.

استراتژی‌ها و خط مشی‌های سازمانی توسط رئیس سازمان، مدیر کل و معاونین تدوین می‌گردند. مدیری که در نقش‌های عملیاتی و میانی بوده می‌تواند به مدیریت عالی راه یابد. بخش اعظم کار مدیران عالی از نظر پویایی و مشغله نظیر کار مدیران عملیاتی می‌باشد.
تصمیمات استراتژیک، جامع و بلندمدت در این سطح انجام می‌گیرد.

## گرایش‌های مدیریت
- مدیریت دولتی
- مدیریت صنعتی
- مدیریت بازرگانی
- مدیریت شهری
- مدیریت پروژه
- مدیریت استراتژیک
- مدیریت تحول
- رئیس هیئت مدیره
- مدیریت منابع انسانی
- مدیریت ریسک
- مدیریت بحران
- مدیریت آموزشی
- مدیریت کارآفرینی
- مدیریت بازاریابی
- مدیریت مالی
- مدیریت رسانه
- مدیریت کشاورزی
- مدیریت برنامه
- مدیریت هتلداری و جهانگردی
- مدیریت کیفیت
- مدیریت تکنولوژی
- پژوهش عملیاتی (علم مدیریت)
- مدیریت ورزشی
- مدیریت فناوری اطلاعات
- مدیریت استعدادها
- مدیریت پرستاری

### گرایش‌های مدیریت در شرکت و سازمان‌ها
- مدیر عامل اجرایی
- مدیر ارشد عامل
- مدیر ارشد فنی
- مدیر ارشد مالی
- مدیر ارشد بازرگانی
- مدیر ارشد بازاریابی
- مدیر ارشد فروش
- مدیر ارشد اطلاعاتی
- مدیر ارشد ارتباطات
- مدیر روابط عمومی
- مدیر ارشد اداری
- مدیر ارشد منابع انسانی
- مدیر ارشد تدارکات
- مدیر ارشد آموزش